# HMS Loyal (G15)
«Лоял» (англ. HMS Loyal (G15) — військовий корабель, ескадрений міноносець типу «L» Королівського військово-морського флоту Великої Британії за часів Другої світової війни.
Ескадрений міноносець «Лоял» був закладений 23 листопада 1938 року на верфі компанії Scotts Shipbuilding and Engineering Company у Гріноку. 8 жовтня 1940 року він був спущений на воду, а 31 жовтня 1942 року увійшов до складу Королівських ВМС Великої Британії.
Есмінець взяв активну участь у бойових діях на морі в Другій світовій війні, бився на Середземному морі, супроводжував конвої, підтримував висадку союзних військ в операціях «Хаскі», «Аваланч» та «Драгун». За проявлену мужність та стійкість у боях бойовий корабель відзначений п'ятьма бойовими відзнаками.

## Історія

### 1943
12 березня 1943 року крейсери «Сіріус» та «Аврора» з есмінцями «Лайтнінг» і «Лоял» узяли участь у бою з ворожими торпедними катерами поблизу Бізерти. У ході бою «Лайтнінг» був потоплений.
23 березня «Лоял» здійснив перехід до Мальти, де разом з есмінцями «Лафорей», «Лукаут», «Нубіан» та «Тартар» увійшли до 19-ї флотилії есмінців, головним завданням якої стало патрулювання та ескорт навколишніх вод біля Мальти.
Надалі «Лоял» входив до складу сил, які патрулювали прибережні води та ескортували кораблі й судна в Західному Середземномор'ї. У травні взяв участь у морській блокаді італійсько-німецьких сил, заблокованих у Французькому Тунісі, не даючи можливості евакуювати ці сили до Італії.
8 червня 1943 року оперативна група Королівського флоту з 5 крейсерів, 8 есмінців і 3 торпедних катерів здійснили обстріл головного порту на острові з моря. За результатами удару ВМС з борту флагманського корабля крейсеру «Аврора» під прапором адмірала Е.Каннінгема особисто спостерігав Головнокомандувач союзними військами генерал Д.Ейзенхауер.
11 червня 1943 року есмінець разом з іншими бойовими кораблями союзників залучався до підтримки морської десантної операції з висадки британських військ на італійський острів Пантеллерія, розташований між Сицилією та Тунісом.
З початком морської десантної операції з вторгнення на територію материкової Італії разом з крейсерами «Морішіес», «Орайон», моніторами «Еберкромбі», «Робертс» та «Еребус», есмінцями «Лоял» та «Піорун», канонерськими човнами «Ейфіс» та «Скараб» артилерійським вогнем підтримував британські війська. Вогнем корабельної артилерії прикривав дії союзних військ під час висадки в Салерно, за що був відзначений командуванням флоту.

### 1944
На початку січня 1944 року «Лоял» разом з крейсерами «Оріон» та «Спартан» та есмінцями «Джервіс», «Джейнес», «Лафорей», «Інглефілд», «Тенашіос», «Урчін», «Кемпенфельт» здійснював артилерійську підтримку підрозділів 1-ї британської піхотної дивізії, що висадилась на італійський берег поблизу Анціо.